# Anna Honzáková

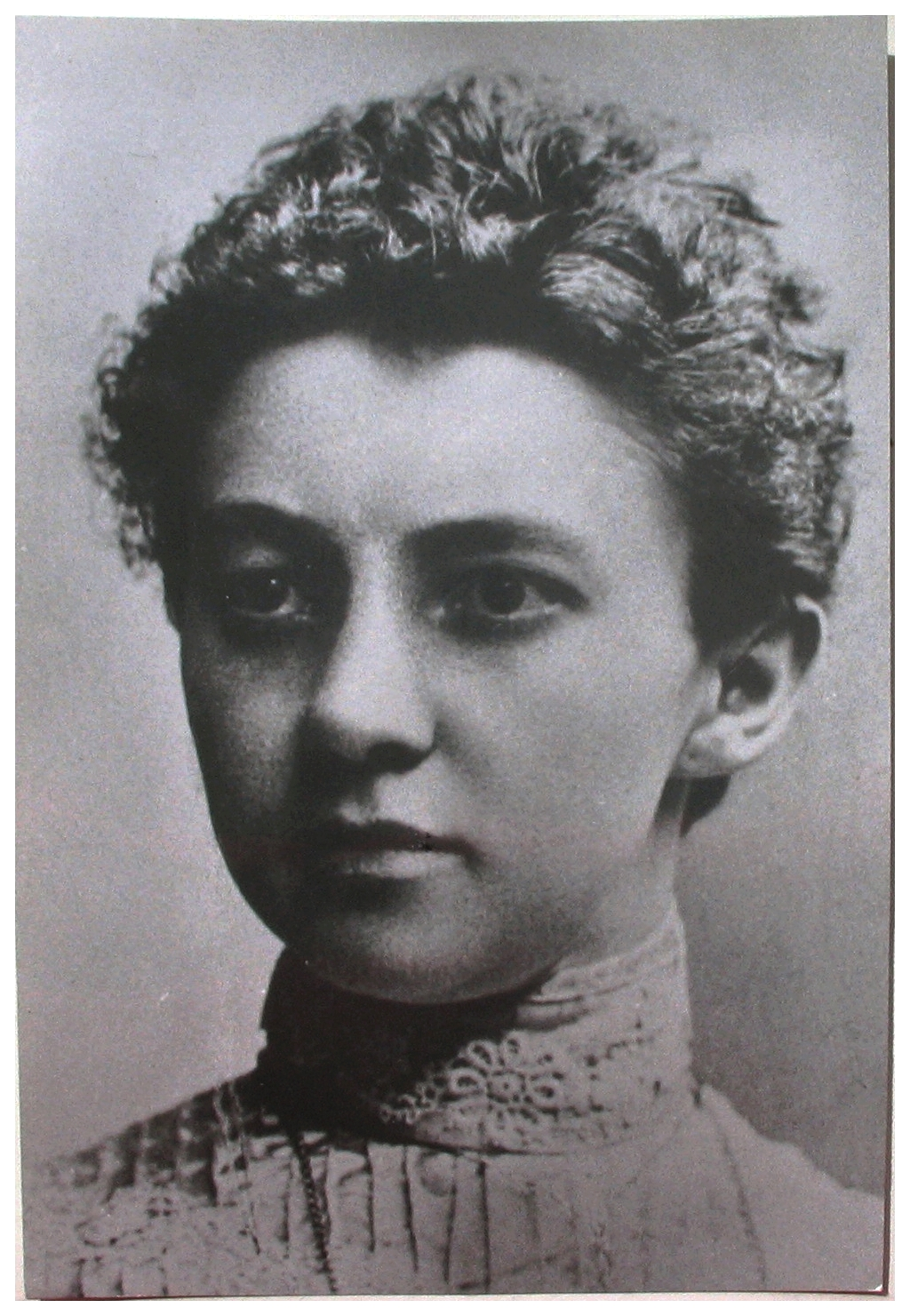
Anna Honzáková 1902

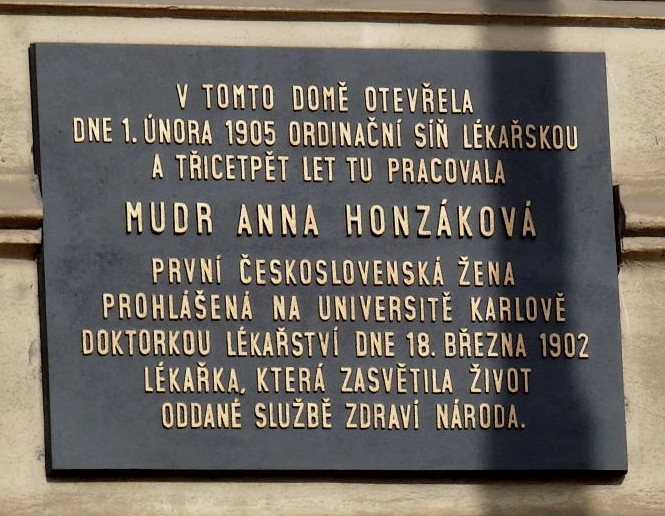
Gedenktafel an der Praxis in der Prager ulici Na Moráni

Anna Honzáková (* 16. November 1875 in Kopidlno; † 13. Oktober 1940 in Prag) war eine tschechische Ärztin. Sie schloss am 17. März 1902 als erste Frau an der Karls-Universität Prag ein Medizinstudium ab.

## Leben
Anna Honzáková wurde in einer Arztfamilie in Nordböhmen geboren. In Prag besuchte sie das 1890 von Eliška Krásnohorská mitgegründete Mädchengymnasium Minerva, das erste seiner Art in Österreich-Ungarn. Nach der 1895 erlangten Matura wollte sie wie ihr Bruder Bedřich (1870–1933) Medizin studieren. Nachdem das Gesuch zunächst abgelehnt worden war, wurde ihr 1897 der Besuch von medizinischen Lehrveranstaltungen als Gasthörerin an der deutschen Fakultät der Karls-Universität erlaubt, drei Jahre später dann auch an der tschechischen Fakultät, allerdings wurde sie nicht zu Prüfungen zugelassen. Erst mit Dekreten von 1897 und 1900 wurde Frauen das reguläre Studium an der Philosophischen (seinerzeit inklusive Mathematik und Naturwissenschaften) und der Medizinischen Fakultät gestattet. Marie Zdenka Baborová war 1901 die erste Frau, die in Prag ein Studium mit einer Promotion (in Zoologie) abschloss. Gabriele Possanner, die als erste Frau Österreich-Ungarns am 2. April 1897 in Wien in Medizin promovierte, hatte bereits vorher 1894 ein Medizinstudium in der Schweiz mit der Promotion abgeschlossen.
1902 bestand Honzáková das Medizinexamen und arbeitete drei Jahre im Krankenhaus. Eine Assistenzarztstelle an der Universität wurde ihr versagt, da man einer Frau keine Autorität zutraute. Honzáková eröffnete daher 1905 eine private Gynäkologische Praxis in der Prager Neustadt, in der sie 35 Jahre praktizierte. Sie setzte sich in den Zwanziger Jahren für die Legalisierung des Schwangerschaftsabbruchs ein und propagierte die Aufklärung über die Schwangerschaftsverhütung. Honzáková gehörte mit Charlotte Garrigue, der Ehefrau von Tomáš Garrigue Masaryk, zu den Gründerinnen des Tschechischen Frauenklubs (Ženský klub český) in Prag.
Honzáková war nicht verheiratet und hatte keine Kinder. Die Pädagogin und tschechische Frauenrechtlerin Albina Honzáková (1877–1973) war ihre Schwester.

## Werke
- Dr. Med. Anna Bayerová 1853–1924, první česká lékařka ve Švýcarech, nákladem Ženské Nár. Rady, Praha 1937.